# Mycterus apicalis
Mycterus apicalis is een keversoort uit de familie Mycteridae. De wetenschappelijke naam van de soort is voor het eerst geldig gepubliceerd in 1997 door Pollock.